# Trump International Hotel and Tower (New York)
Trump International Hotel and Tower is een wolkenkrabber aan de Columbus Circle in New York, Verenigde Staten. Het gebouw is 177,62 meter hoog en telt 44 verdiepingen. Het gebouw wordt als hotel en voor bewoning gebruikt.
Het gebouw, het voormalige Gulf & Western Building (1969), is door Donald Trump gekocht en tussen 1995 en 1997 gerenoveerd tot een hotel met woningen. Het gebouw telt 168 hotelkamers en 158 woningen.

## Galerij

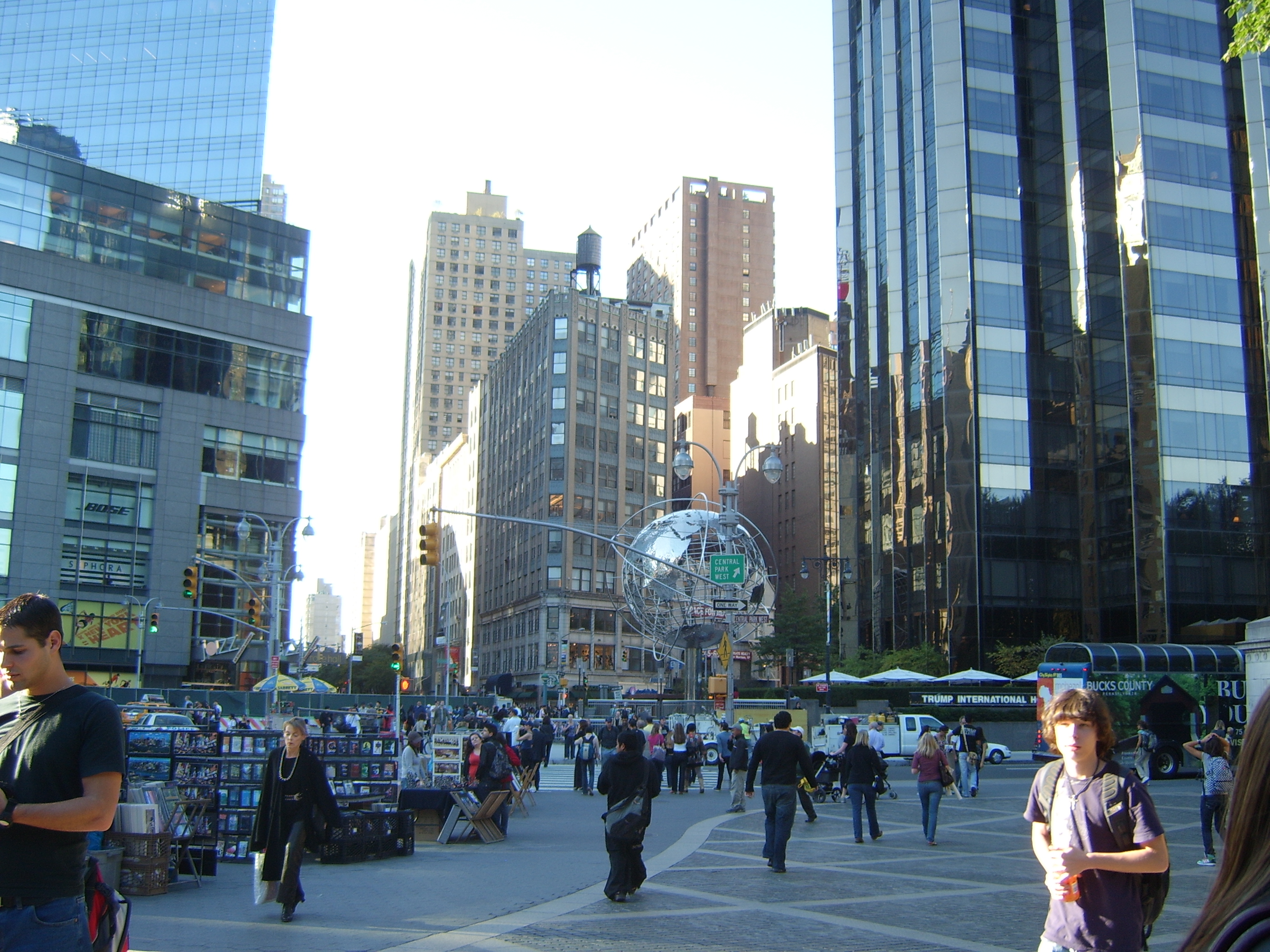
Rechts is de basis van de toren te zien.